# 程棫林
程棫林（1861年—？），字小山，號邵珊，贵州思南人，清朝政治人物、進士出身。

## 生平
光緒十五年（1889年）己丑科進士，二甲三十三名，同年五月，改翰林院庶吉士。光緒十六年四月，散館，授翰林院編修。官至侍讀。著有《說文補証》。